# Gonomyia subcognatella
Gonomyia subcognatella är en tvåvingeart som beskrevs av Alexander 1932. Gonomyia subcognatella ingår i släktet Gonomyia och familjen småharkrankar. Inga underarter finns listade i Catalogue of Life.